# Анголт (Нідерланди)
Анголт (нід. Anholt) — селище в нідерландській провінції Дренте. Входить до муніципалітету Де-Волден.